# Quýt ngọt Gia Luận
Quýt ngọt Gia Luận (người dân địa phương thường gọi là Cam Gia Luận) là giống quýt ngọt có từ lâu đời, được dùng để tiến vua của người dân xã Gia Luận, huyện Cát Hải, thành phố Hải Phòng; là nguồn gen cây trồng quý hiếm cần được bảo tồn ; là một trong mười tám đặc sản của Hải Phòng được chứng nhận đăng ký nhãn hiệu, đã được chỉ dẫn địa lý.Nhãn hiệu Cam Gia Luận đã được Cục Sở hữu trí tuệ cấp Giấy chứng nhận nhãn hiệu